# فرانك مسرفي
العام السير فرانك والتر (9 ديسمبر 1893 - 2 فبراير 1974) كان ضابطًا بالجيش الهندي البريطاني في الحربين العالميتين الأولى والثانية . بعد استقلاله، كان أول من قاد للقوات المسلحة للجيش الباكستاني (15 أغسطس 1947 - 10 فبراير 1948). سابقا، شغل منصب ضابط عام قائد القيادة الشمالية في الهند في عامي 1946 و 1947.

## شخصي
ولد مسرفي عام 1893 في ترينيداد لوالتر جون مسرفي (ولد في جيرسي ) ، وهو مدير بنك في مستعمرة (ثم في إنجلترا) ومايرا نايدا دي بويسيري من ترينيداد. 

## وظيفة مبكرة
تلقى مسرفي تعليمه في كلية إيتون والكلية العسكرية الملكية في ساندهيرست، وتم تكليفه بالجيش الهندي في عام 1913 وفي عام 1914 انضم إلى هدسون التاسع .  التي أصبحت جزءًا من الدوق الرابع لجواد كامبردج عون هدسون لاحقاً , وقال انه يرى العمل في الحرب العالمية الأولى في فرنسا وفلسطين وسوريا 1914 حتي 1918. خدم لاحقا في كردستان في عام 1919.
تم تعيين Messervy مدرباً في كلية القيادة والأركان، كويتا 1932-1936. هو كان جعلت قائد ضابطة [ 13 ث] دوق [كنّوتس] عون خاصّة، هند بريطانيّة، أثناء 1938 و 1939.

## الحرب العالمية الثانية
في سبتمبر 1939 ، تمت ترقية Messervy إلى العقيد وأصبحت ضابط الأركان العامة من الدرجة الأولى في فرقة المشاة الهندية الخامسة، والتي كانت على وشك أن تشكل في Secunderabad . في منتصف عام 1940 ، تم إرسال الفرقة إلى السودان لمواجهة تهديد القوات الإيطالية المتمركزة في شرق أفريقيا الإيطالية . تم تعيين Messervy قائد قوة Gazelle .  تم إنشاؤه في 16 أكتوبر 1940 ، وكان الاستطلاع المحمول وتشكيل الضربة من حجم الكتيبة الموسعة التي تم إنشاؤها من عناصر من الفرقة الهندية الخامسة. خلال حملة شرق إفريقيا التي تلت ذلك، مسيرفي كان قائداً في فريق <i id="mwSA">جازيل</i> بنجاح ملحوظ، تم ربطه أخيرًا <i id="mwSA">بقوات</i> المشاة الهندية الرابعة . بحلول 13 فبراير 1941 ، أصبحت الحملة ثابتة وتم حل تشكيل مسرفي. 
في بداية مارس 1941 ، تمت ترقية مسيرفي إلى رتبة عميد لقيادة لواء المشاة الهندي التاسع التابع لفرقة المشاة ولعب دورًا مهمًا في معركة كيرن الثالثة خلال النصف الثاني من مارس 1941. كان ترقيته مرتبطًا جزئيًا بتصرفاته أثناء التقدم من Kassala حتى Agordat وحتى القتال المبكر في Keren خلال شهر فبراير. 
عندما تم ترقية قائد فرقة المشاة الرابعة الهندية لقيادة فيلق الثالث عشر في شمال إفريقيا ، تم تعيين ضابط برتبة عميد لمدة ستة أسابيع فقط، ليقوم مقامه. 

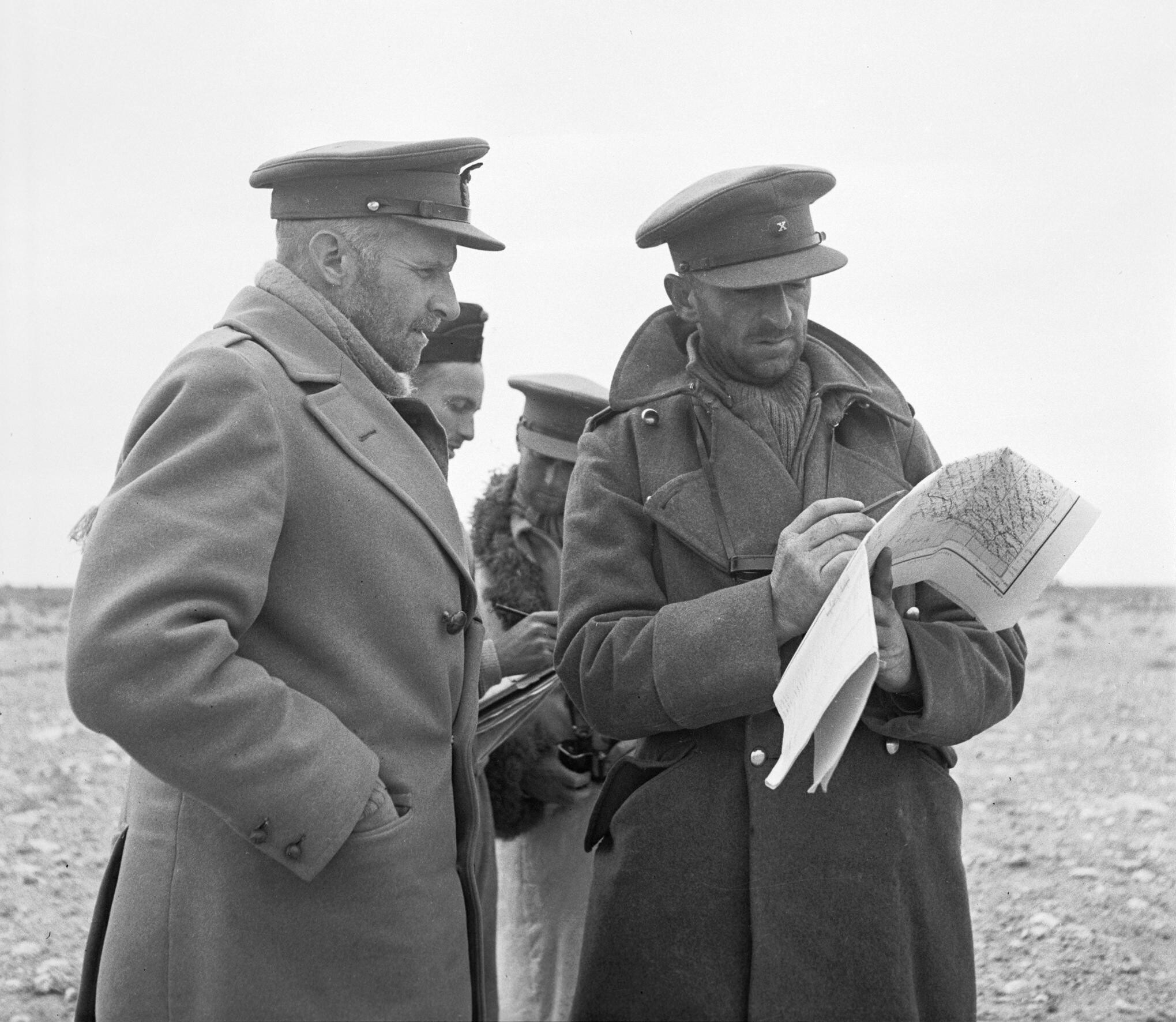
مسرف ، غير محلوق ، يعطي أوامر جنوب غرب غزة.

أخذ مسرفي الفرقة الهندية الرابعة إلى شمال إفريقيا في أبريل 1941 ، وشارك في عملية البطليكس في يونيو. خلال العملية الصليبية في نوفمبر من ذلك العام، لعبت الفرقة الهندية الرابعة، التي حفرت على الحدود المصرية الليبية، دورًا رئيسيًا في صد دبابات روميل بعد أن هزمت المدرعات البريطانية في سيدي رزق. وشاركت مجموعات القتال التابعة للفرقة في مطاردة الجيش الثامن عندما انسحب روميل من مواقعه الدفاعية في غزالة في ديسمبر، وانتهى العام في بنغازي . 
في يناير 1942 ، تم تعيين Messervy ليحل محل Herbert Lumsden ، القائد الجريح للفرقة المدرعة الأولى التي وصلت مؤخراً إلى الصحراء .  خلال هجوم روميل من الأجيلة في أواخر شهر يناير عام 1942 ، تفوقت الفرقة على درع المحور وهزمت بشدة. عند عودة Lumsden في مارس 1942 ، و تم نقل Messervy لقيادة الفرقة المدرعة السابعة التي فقدت قائدها، جوك كامبل، الذي قد قتل في حادث سير. كان مسيرفي الضابط الوحيد في الجيش الهندي البريطاني الذي قاد فرقة بريطانية خلال الحرب العالمية الثانية.
كان يعرف Messervy باسم «رجل ملتح» لأنه يميل إلى عدم حلاقة في المعركة. عندما تم تجزئة القسم الرئيسي من قبل الألمان في بداية معركة غزالة ، تم أسره (27 مايو 1942) ؛ ولكن، بإزالة كل الشارات، وقد تمكنت من خداع الألمان في الاعتقاد بأنه كان باتمان وهرب مع أعضاء آخرين من موظفيه للانضمام إلى شعبة المقر في اليوم التالي. 
و لم يكن مسرفي يعرف سوى القليل عن الدبابات ولم يُعتبر نجاحًا كبيرًا في قيادة فرق مصفحة من قبل رؤسائه. تم طرده من قيادة الفرقة المدرعة السابعة من قبل قائد الجيش الثامن نيل ريتشي في أواخر يونيو 1942 بعد الهزيمة الشديدة التي تعرض لها القسم في معركة غزالة. انتقل إلى القاهرة كنائب لرئيس الأركان العامة، القيادة العامة للشرق الأوسط 1942 ، وتم إرساله إلى الهند بعد بضعة أشهر لرفع الفرقة الهندية المدرعة 43 كقائد لها. كان المقصود أصلاً للخدمة في بلاد فارس، وتم حل التقسيم في أبريل عام 1943 عندما تمت إزالة التهديد الذي كان يواجه بلاد فارس بسبب النصر السوفيتي في ستالين جراد . 

### الهند وبورما
تم تعيين Messervy كمدير للمركبات القتالية المدرعة، القيادة العامة، القيادة الهندية في عام 1943 حيث جادل بنجاح ضد وجهة النظر السائدة آنذاك والتي تفيد بأنه لا يمكن استخدام الدبابات الكبيرة في بورما. كان لهذا تأثير كبير في عامي 1944 و 1945 عندما تم استخدام دروع ثقيلة لتوضيح التأثير على اليابانيين. 
و في يوليو 1943 ، تم تعيين Messervy GOC فرقة المشاة الهندية السابعة التي تم إرسالها إلى أراكان في بورما للانضمام إلى فيلق الخامس عشر في سبتمبر. في الهجوم الياباني في فبراير 1944 ، على الرغم من تجاوز مقره وتشتت خطوط الإمداد الخاصة به، أجرت ألوية مسرفي دفاعًا ناجحًا أثناء تزويدها بالجو ( Battle of the Admin Box ). بعد الاستمرار في الهجوم في أواخر فبراير، تم إراحة 7 من الفرقة الهندية في منتصف مارس. 
في مارس 1944 ، كان مسيرفي قد خسر لواءين تم إرسالهما لتعزيز الدفاعات شديدة الضغط في إمفال وكوهيما في الهند. بحلول شهر مايو، كانت الفرقة بأكملها في خط المواجهة في قطاع كوهيما، حيث خاضت معركة رئيسية استمرت خمسة أيام في قرية النجا. ثم تقدمت باتجاه نهر Chindwin ، حيث تم دمجها مع فرقة المشاة الهندية العشرين لتسبب هزيمة ثقيلة لليابانيين في Ukhrul. 
في ديسمبر 1944 ، تم تعيين Messervy لقيادة فيلق الرابع، الذي قاده في هجوم عام 1945 ، ومن خلاله، استولى على مركز الاتصالات الرئيسي في Meiktila في بورما وتقدم إلى رانجون بين فبراير وأبريل. عندما عاد مسيرفي من المنزل، توقفت الأعمال العدائية. وقد أصبح قائدًا لقيادة مالايا في عام 1945 بعد الاستسلام الياباني . 

## ما بعد الحرب
على مقربة من التقسيم الهندي ، تم تعيين مسيرفي في منصب قائد الأركان العامة للقيادة الشمالية للهند من عام 1946 إلى عام 1947. و أخيرًا عندما نشأت باكستان ، شغل منصب القائد الأعلى للجيش الباكستاني من عام 1947 إلى عام 1948. تقاعد في عام 1948  وحصل على مرتبة الشرف العامة.
في أكتوبر عام 1947 ، أصبح مسيرفي على دراية بتعبئة رجال قبائل البشتون في المقاطعة الصحراء الحدودية الشمالية الغربية لغزو كشمير . أبلغه الحاكم جورج كنغام بالجهود التي بذلها رئيس الوزراء عبد القيوم خان في التعبئة. و نصح مسرفي رئيس الوزراء لياكوات علي خان بعدم وجود مثل هذا المسار. في نهاية المطاف، بدأ الغزو القبلي في 20 أكتوبر 1947 عندما كان مسيرفي في لندن. ومع ذلك، جاء Messervy لانتقادات من قبل القيادة الهندية لعدم إبلاغ الضباط الهنود بشأن الغزو. 